# 布拉班特省
布拉班特省（荷蘭語：Provincie Brabant）是存在於1830年至1995年的比利时省份，省會布鲁塞尔，其範圍大約等同於荷蘭聯合王國時期的南布拉班特省。1989年，布鲁塞尔首都大区成立，但當時仍屬布拉班特省的一部分。在1995年，布拉班特省被拆分為3個部分，分別是荷蘭語佔優勢的弗拉芒布拉班特省、法語佔優勢的瓦隆布拉班特省，而使用雙語的布鲁塞尔首都大区則成為獨立的行政區劃。
- 布拉班特省的示意圖，該省現分為弗拉芒布拉班特省（亮黃色）、瓦隆布拉班特省（亮紅色）和布鲁塞尔首都大区（橙色）